# Колодяжненская сельская община
Колодяжненская сельская община (укр. Колодяжненська сільська громада) — территориальная община в Ковельском районе Волынской области Украины.
Административный центр — село Колодежно.
Население составляет 9226 человек. Площадь — 512 км².
В соответствии с распоряжением Кабинета Министров Украины от 12 июня 2020 года, в состав общины вошла территория Белашовского, Дроздновского, Колодяжненского, Кричевичевского, Любитовского, Скулинского и Уховецкого сельских советов Ковельского района.

## Населённые пункты
В состав общины входит 19 сёл:
- Колодежно
- Белашовский старостинский округ:
  - Белашов
  - Грушевка
  - Ивановка
  - Перковичи
  - Ракитница
- Дроздновский старостинский округ:
  - Воля-Любитовская
  - Гончий Брод
  - Дроздни
- Кричевичевский старостинский округ:
  - Кричевичи
  - Ломачанка
  - Черемошно
- Любитовский старостинский округ:
  - Будище
  - Ворона
  - Любитов
- Скулинский старостинский округ:
  - Скулин
  - Стебли
- Уховецкий старостинский округ:
  - Волошки
  - Уховецк